# Mina Dominga
Dominga es un proyecto de minería de hierro y cobre con un nuevo puerto asociado, ubicado en la Región de Coquimbo, costa centro-norte de Chile

## Descripción del proyecto
Dominga es propiedad de Andes Iron, empresa controlada por Carlos Alberto Délano y familia. El yacimiento está ubicado a 16 kilómetros al norponiente de la localidad de La Higuera, y parte del espacio solicitado corresponde a la Quebrada Los Choros. Aledaño a este sitio se contempla una planta procesadora, dos rajos mineros, el depósito de estéril y el depósito de relaves espesados, lo que supone una inversión total de US$ 2500 millones.
Se contempla extraer 12 millones de toneladas anuales de concentrado de hierro de alta ley y 150 mil toneladas anuales de concentrado de cobre.
La planta se conectará con el terminal de embarque en el borde costero a través de tres ductos subterráneos de 26 kilómetros que llevarán agua y hierro.
El terminal de embarque estará emplazado en la localidad de Totoralillo Norte. En este sitio se localizaba el primer puerto minero de La Higuera. Allí se construirán las instalaciones necesarias para el acopio, filtrado y embarque del concentrado de hierro a través de un sistema de correas transportadoras y cargadores móviles que lleven directamente el concentrado a cada bodega de la nave. El sistema será cerrado, con el objetivo de prevenir fugas de material.
La iniciativa considera una planta desalinizadora para operar todos los procesos con agua de mar, y entregar además 5 litros por segundo de agua desalinizada a la Comuna de La Higuera.

## Historial de tramitación ambiental
En el Informe Consolidado de Evaluación Ambiental del 24 de febrero de 2017, que aúna los informes de los servicios sectoriales con atribuciones ambientales, el Servicio de Evaluación Ambiental recomendó aprobar Mina Dominga; el informe concluye que "el proyecto cumple con la normativa ambiental aplicable".
En 2017 tanto la Comisión de Evaluación Ambiental de Coquimbo como el Comité de Ministros del segundo gobierno de Michelle Bachelet rechazaron la iniciativa. La decisión derivó en la renuncia de dos ministros del gabinete de Bachelet y en una larga pugna judicial.
En abril de 2021 el Primer Tribunal Ambiental, con sede en Antofagasta, acogió de forma unánime la reclamación en favor de la iniciativa y resolvió que la Comisión de Evaluación Ambiental de Coquimbo debía realizar una nueva votación. La votación se realizó en agosto de 2021, durante el segundo gobierno de Sebastián Piñera, con un resultado que aprobó el proyecto minero por once votos a favor y uno en contra.
En enero de 2023 el comité de ministros rechazó el proyecto minero Dominga. "La evaluación se hizo con bases en múltiples aspectos e informes que fueron considerados, así que es una evaluación bien robusta técnicamente", dijo la ministra del Medio Ambiente, Maisa Rojas. El proyecto recibió informes desfavorables por parte de la Subsecretaría del Medio Ambiente, la Corporación Nacional Forestal (Conaf), la Subsecretaría de Pesca y Acuicultura, el Servicio Agrícola y Ganadero, la Dirección General de Aguas y el Ministerio de Salud. Tras el fallo, Andes Iron manifestó que apelaría la decisión ante el Tribunal Ambiental de Antofagasta.
En diciembre de 2024, el Tribunal Ambiental de Antofagasta acogió el recurso presentado por Andes Iron y dejó sin efecto la resolución del comité de ministros. La sentencia señaló que la resolución había incumplido el fallo dictado por el mismo tribunal en 2021, al acoger materias que ya habían sido abordadas en aquella instancia, y además habría infringido los principios de imparcialidad, probidad administrativa, de protección de la confianza legítima e incumplimiento del plazo fatal para la resolución de las reclamaciones administrativas.
Tras esto, en enero de 2025, el comité de ministros volvió a sesionar y rechazó nuevamente el proyecto por considerar que excluyó las observaciones sobre biodiversidad realizadas por la CONAF, y que su plan de prevención de contingencias y emergencias resultaba insuficiente para el riesgo de derrame de hidrocarburos.

## Controversias
Dominga genera un fuerte rechazo por parte de organizaciones ecologistas. La principal crítica es su cercanía con la Reserva nacional Pingüino de Humboldt y su eventual impacto en la fauna. El puerto y planta desalinizadora de agua se ubicarán a 30 kilómetros lineales de la reserva. A la vez es apoyada por algunas comunidades de la zona que ven la posibilidad de nuevos empleos.
La empresa desarrolladora argumenta que el impacto es despreciable, por cuanto estiman un tránsito de 56 embarcaciones al año, a una velocidad que la Resolución de Calificación Ambiental redujo a solo 18 kilómetros por hora y a más de 20 kilómetros de distancia de la reserva, en circunstancias que por las costas de la Región de Coquimbo y a cinco kilómetros de la reserva circulan hoy cerca de 1600 barcos al año sin restricciones de velocidad.

## Pandora Papers
En octubre de 2021, como parte de la filtración masiva de documentos financieros denominada Pandora Papers, coordinada por el Consorcio Internacional de Periodistas de Investigación, uno de los jefes de Estado involucrados fue el presidente Sebastián Piñera y su vínculo con el proyecto minero Dominga. Según la información revelada, su familia era la mayor accionista del proyecto hasta 2010, año en que asumió su primer mandato presidencial, cuando Carlos Alberto Délano compró la participación de los otros socios por un monto de 152 millones de dólares, en una operación que se desarrolló en las Islas Vírgenes Británicas. El pago del precio se efectuaría a través de tres cuotas, la última de las cuales estaba sujeta a la condición de que no se estableciera una zona de protección ambiental que impidiera la instalación y operación de la mina.
Ante esta información, Piñera señaló que antes de su primera presidencia se había desligado de la administración y gestión de sus empresas familiares, por lo que no tuvo "ningún conocimiento ni información de las decisiones de inversión de las empresas mencionadas". Además, agregó que la venta de la minera Dominga ya había sido investigada por los tribunales penales en 2017, oportunidad en la que fue sobreseído definitivamente. Sin embargo, la fiscalía decidió abrir una nueva causa penal en contra de Piñera, ya que los documentos revelados en los Pandora Papers no formaron parte de la anterior investigación.
El 13 de octubre de 2021, diputados de oposición interpusieron una acusación constitucional contra Piñera a raíz de la venta de Dominga. Aunque la acusación fue aprobada primero por la Cámara de Diputados, en el Senado no alcanzó los votos suficientes para prosperar.